# 22, A Million
Albums de Bon Iver
Bon Iver, Bon Iver
(2011) I,i
(2019)
Singles
1. 22 / 10
Sortie : 15 août 2016
2. 33 "GOD"
Sortie : 29 août 2016

22, A Million est le troisième album du groupe de folk Bon Iver, sorti le 30 septembre 2016.

## Accueil critique
22, A Million est bien accueilli par la critique. L'agrégateur Metacritic lui attribue une moyenne de 87/100.

## Titres
Toutes les chansons sont écrites et composées par Justin Vernon, sauf mention contraire.
| No  | Titre                        | Auteur                                              | Durée |
| --- | ---------------------------- | --------------------------------------------------- | ----- |
| 1.  | 22 (OVER S∞∞N)               |                                                     | 2:48  |
| 2.  | 10 d E A T h b R E a s T ⚄ ⚄ | Justin Vernon, Ben Lester, BJ Burton                | 2:24  |
| 3.  | 715 - CR∑∑KS                 |                                                     | 2:12  |
| 4.  | 33 "GOD"                     |                                                     | 3:33  |
| 5.  | 29 #Strafford APTS           | Justin Vernon, BJ Jurton                            | 4:05  |
| 6.  | 666 ʇ                        |                                                     | 4:12  |
| 7.  | 21 M◊◊N WATER                | Justin Vernon, Sean Carey                           | 3:08  |
| 8.  | 8 (circle)                   | Justin Vernon, Ryan Olson, BJ Burton, Michael Lewis | 5:09  |
| 9.  | ____45_____                  |                                                     | 2:46  |
| 10. | 00000 Million                | Justin Vernon, Michael Lewis                        | 3:53  |

## Samples
- 22 (OVER S∞∞N) contient un sample de How I Got Over, chanson de Clara Ward interprétée par Mahalia Jackson.
- 10 d E A T h b R E a s T ⚄ ⚄ contient un sample de Wild Heart, chanson écrite et interprétée par Stevie Nicks.
- 33 "GOD" contient des samples de :
  - Dsharpg, chanson écrite et interprétée par Sharon Van Etten ;
  - Morning, chanson écrite par Willis S. Graham et interprétée par Jim Ed Brown ;
  - Iron Sky, chanson écrite par Paolo Nutini et Dani Castelar et interprétée par Paolo Nutini ;
  - All Rendered Truth, chanson écrite et interprétée par Lonnie Holley.
- 666 ʇ contient un sample de Standing in the Need of Prayer, chanson écrite par Dave Kingsby et interprétée par The Supreme Jubilees.
- "21 (Moon Water)" contient un sample de A Lover's Concerto, chanson écrite par Denny Randell et Sandy Linzer et interprétée par The Toys.
- 00000 Million contient un sample de Abacus, chanson écrite et interprétée par Fionn Regan.